# New Facts Emerge
New Facts Emerge è il trentunesimo e ultimo album in studio del gruppo musicale britannico The Fall, pubblicato nel 2017.

## Tracce
1. Segue (Mark E. Smith) – 0:30
2. Fol de Rol (Dave Spurr, Keiron Melling, Smith) – 6:35
3. Brillo de Facto (Spurr, Melling, Smith, Pete Greenway) – 3:49
4. Victoria Train Station Massacre (Spurr, Smith) – 1:14
5. New Facts Emerge (Spurr, Smith) – 4:02
6. Couples vs Jobless Mid 30s (Spurr, Melling, Smith) – 8:44
7. Second House Now (Spurr, Smith, Greenway) – 4:28
8. O! ZZTRRK Man (Melling, Smith) – 3:50
9. Gibbus Gibson (Spurr, Smith, Greenway) – 2:37
10. Groundsboy (Spurr, Smith, Greenway) – 3:38
11. Nine Out of Ten (Smith) – 8:48

## Formazione
- Mark E. Smith – voce
- Peter Greenway – chitarra, sintetizzatore, cori
- David Spurr – basso, mellotron, cori
- Keiron Melling – batteria, piano